# Malte Persson

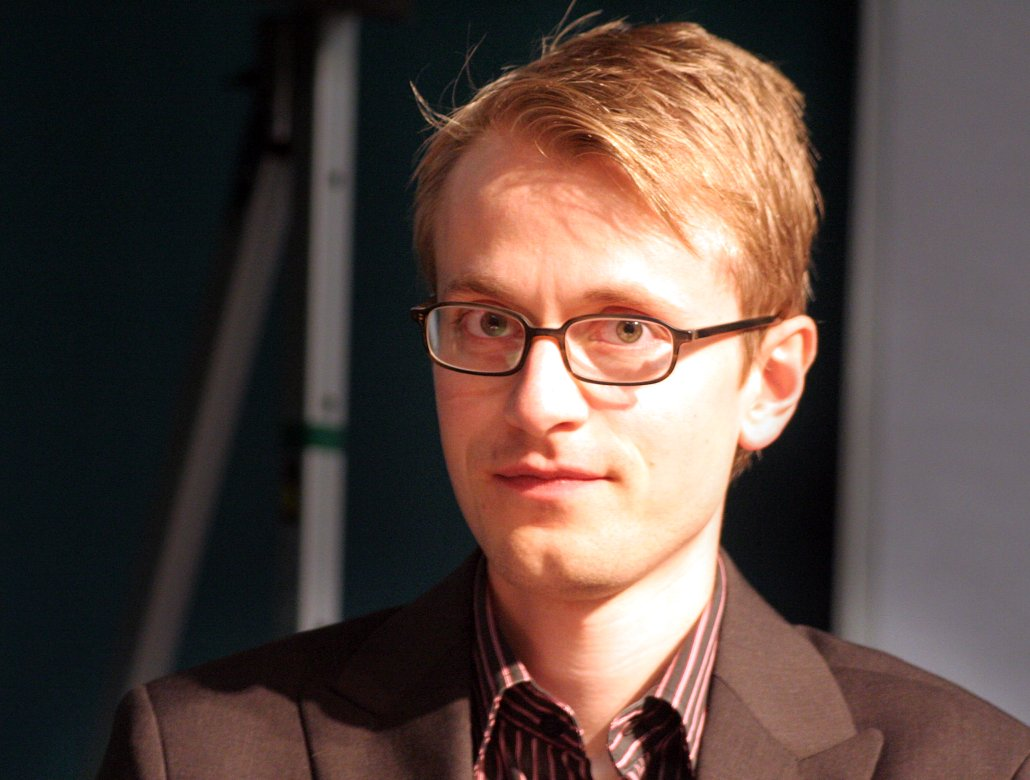
Malte Persson 2008.

Malte Persson (Estocolmo, 1976) es un escritor sueco. Su primer libro fue Livet på den här planeten (La vida en este planeta) fue publicado en 2002. Más tarde publicó dos libros de poesía: Apolloprojektet (El proyecto de Apollo) (2004) y Dikter (Poemas) (2007).
Su dos siguientes libros son colecciones de poesía, llamados Apolloprojektet "The Apollo Project" (2004) y Dikter "Poems" (2007). Persson ha dicho que pertenece a un grupo modernista de Lenguaje Poético formado en torno a la revista literaria Sueca OEI.
Persson es también un traductor. Entre otros, ha traducido a Francis Ponge, Thomas Kling y Harry Mathews.
Como crítico escribe para los diarios Expressen y Göteborgs-Posten.  En su weblog Errata Persson comenta acerca de la vida literaria Sueca.  

## Obra
- Livet på den här planeten 2002
- Apolloprojektet 2004
- Dikter 2007
- Edelcrantz Förbindelser, 2008